# Mitja Podgajski
Mitja Podgajski, slovenski ekonomist in podjetnik.

## Življenjepis
Diplomiral je na Ekonomsko poslovni fakulteti v Mariboru na študijski smeri podjetništvo.

## Poslovno delovanje
Leta 2001 je ustanovil enega prvih regionalnih spletnih medijev v državi sobotainfo.com. Za tem je zagnal več uspešnih medijskih in IT projektov in start-upov. Je soustanovitelj Festivala računalništva in sodobnih komunikacij.
Od leta 2009 dela kot direktor in odgovorni urednik regionalne televizije s statusom posebnega pomena TV IDEA. V letu 2011 je ustanovil Agencijo IDEA, danes vodi družbo Moji Mediji, ki je vodilni izdajatelj več regionalnih spletnih medijev v Sloveniji.
Je član Upravnega odbora slovenske Medijske zbornice - Združenja radiodifuznih medijev. 